# Nuoto ai Giochi della XXXIII Olimpiade - 200 metri misti femminili
La gara di nuoto dei 200 metri misti femminili dei Giochi della XXXIII Olimpiade di Parigi è stata disputata il 3 agosto 2024 presso la Paris La Défense Arena.

## Record
Prima della competizione il record del mondo e il record olimpico erano i seguenti:
| Record mondiale | 2'06"12 | Katinka Hosszú Ungheria | 3 agosto 2015 Kazan', Russia          |
| Record olimpico | 2'06"58 | Katinka Hosszú Ungheria | 9 agosto 2016 Rio de Janeiro, Brasile |

Nel corso della competizione il record olimpico è stato migliorato dalla canadese Summer McIntosh.

## Programma
| Data          | Ora (UTC+1) | Turno      |
| ------------- | ----------- | ---------- |
| 2 agosto 2024 | 11:17       | Batterie   |
| 2 agosto 2024 | 21:31       | Semifinali |
| 3 agosto 2024 | 21:08       | Finale     |

## Risultati

### Batterie
| Pos. | Batteria | Corsia | Atleta              | Nazionalità   | Tempo   | Note |
| ---- | -------- | ------ | ------------------- | ------------- | ------- | ---- |
| 1    | 3        | 4      | Summer McIntosh     | Canada        | 2'09"90 | Q    |
| 2    | 3        | 5      | Yu Yiting           | Cina          | 2'10"28 | Q    |
| 3    | 5        | 5      | Alexandra Walsh     | Stati Uniti   | 2'10"48 | Q    |
| 4    | 4        | 5      | Sydney Pickrem      | Canada        | 2'10"63 | Q    |
| 5    | 4        | 4      | Kate Douglass       | Stati Uniti   | 2'10"70 | Q    |
| 6    | 3        | 6      | Ella Ramsay         | Australia     | 2'10"75 | Q    |
| 7    | 3        | 3      | Abbie Wood          | Gran Bretagna | 2'10"95 | Q    |
| 8    | 5        | 2      | Ye Shiwen           | Cina          | 2'10"96 | Q    |
| 9    | 5        | 4      | Kaylee McKeown      | Australia     | 2'11"26 | Q    |
| 10   | 3        | 2      | Charlotte Bonnet    | Francia       | 2'11"47 | Q    |
| 11   | 5        | 3      | Anastasia Gorbenko  | Israele       | 2'11"53 | Q    |
| 12   | 3        | 1      | Emma Carrasco       | Spagna        | 2'11"54 | Q    |
| 13   | 4        | 2      | Shiho Matsumoto     | Giappone      | 2'11"67 | Q    |
| 14   | 5        | 6      | Yui Ohashi          | Giappone      | 2'11"70 | Q    |
| 15   | 5        | 1      | Ellen Walshe        | Irlanda       | 2'11"81 | Q    |
| 16   | 4        | 1      | Rebecca Meder       | Sudafrica     | 2'11"96 | Q    |
| 17   | 5        | 7      | Kim Seo-yeong       | Corea del Sud | 2'12"42 |      |
| 18   | 4        | 6      | Sara Franceschi     | Italia        | 2'12"88 |      |
| 18   | 4        | 7      | Freya Colbert       | Gran Bretagna | 2'12"88 |      |
| 20   | 4        | 3      | Marrit Steenbergen  | Paesi Bassi   | 2'13"21 |      |
| 21   | 2        | 5      | Kristen Romano      | Porto Rico    | 2'13"32 |      |
| 22   | 4        | 8      | Barbora Seemanová   | Rep. Ceca     | 2'13"47 |      |
| 23   | 3        | 8      | Tamara Potocká      | Slovacchia    | 2'14"20 |      |
| 24   | 2        | 4      | Lena Kreundl        | Austria       | 2'15"04 |      |
| 25   | 3        | 7      | Dalma Sebestyén     | Ungheria      | 2'15"16 |      |
| 26   | 2        | 6      | Ieva Maļuka         | Lettonia      | 2'15"79 |      |
| 27   | 2        | 1      | Võ Thị Mỹ Tiên      | Vietnam       | 2'17"18 |      |
| 28   | 5        | 8      | Lea Polonsky        | Israele       | 2'17"53 |      |
| 29   | 2        | 2      | McKenna DeBever     | Perù          | 2'17"61 |      |
| 30   | 2        | 7      | Nicole Frank        | Uruguay       | 2'18"00 |      |
| 31   | 1        | 4      | Azzahra Permatahani | Indonesia     | 2'20"51 |      |
| 32   | 1        | 5      | Valerie Tarazi      | Palestina     | 2'20"56 |      |
| 33   | 1        | 3      | Jayla Pina          | Capo Verde    | 2'24"51 |      |
|      | 2        | 3      | Han An-chi          | Taipei cinese | DSQ     | DSQ  |

### Semifinali
| Pos. | Batteria | Corsia | Atleta             | Nazionalità   | Tempo   | Note |
| ---- | -------- | ------ | ------------------ | ------------- | ------- | ---- |
| 1    | 2        | 5      | Alexandra Walsh    | Stati Uniti   | 2'07"45 | Q    |
| 2    | 2        | 4      | Summer McIntosh    | Canada        | 2'08"30 | Q    |
| 3    | 2        | 3      | Kate Douglass      | Stati Uniti   | 2'08"59 | Q    |
| 4    | 2        | 6      | Abbie Wood         | Gran Bretagna | 2'09"64 | Q    |
| 5    | 1        | 5      | Sydney Pickrem     | Canada        | 2'09"65 | Q    |
| 6    | 1        | 4      | Yu Yiting          | Cina          | 2'09"74 | Q    |
| 7    | 2        | 2      | Kaylee McKeown     | Australia     | 2'09"97 | Q    |
| 8    | 1        | 3      | Ella Ramsay        | Australia     | 2'10"16 | Q    |
| 9    | 2        | 7      | Anastasia Gorbenko | Israele       | 2'10"32 |      |
| 10   | 1        | 6      | Ye Shiwen          | Cina          | 2'10"45 |      |
| 11   | 1        | 8      | Rebecca Meder      | Sudafrica     | 2'10"67 |      |
| 12   | 1        | 1      | Yui Ohashi         | Giappone      | 2'10"94 |      |
| 13   | 2        | 8      | Ellen Walshe       | Irlanda       | 2'11"35 |      |
| 14   | 2        | 1      | Shiho Matsumoto    | Giappone      | 2'11"85 |      |
| 15   | 1        | 7      | Emma Carrasco      | Spagna        | 2'12"25 |      |
| 16   | 1        | 2      | Charlotte Bonnet   | Francia       | 2'12"80 |      |

### Finale
| Pos.    | Corsia | Atleta          | Nazionalità   | Tempo   | Note |
| ------- | ------ | --------------- | ------------- | ------- | ---- |
| Oro     | 5      | Summer McIntosh | Canada        | 2'06"56 |      |
| Argento | 3      | Kate Douglass   | Stati Uniti   | 2'06"92 |      |
| Bronzo  | 1      | Kaylee McKeown  | Australia     | 2'08"08 |      |
| 4       | 7      | Yu Yiting       | Cina          | 2'08"49 |      |
| 5       | 6      | Abbie Wood      | Gran Bretagna | 2'09"51 |      |
| 6       | 2      | Sydney Pickrem  | Canada        | 2'09"74 |      |
|         |        | Ella Ramsay     | Australia     | DNS     | DNS  |
|         |        | Alexandra Walsh | Stati Uniti   | DSQ     | DSQ  |